# Motorcykel 409

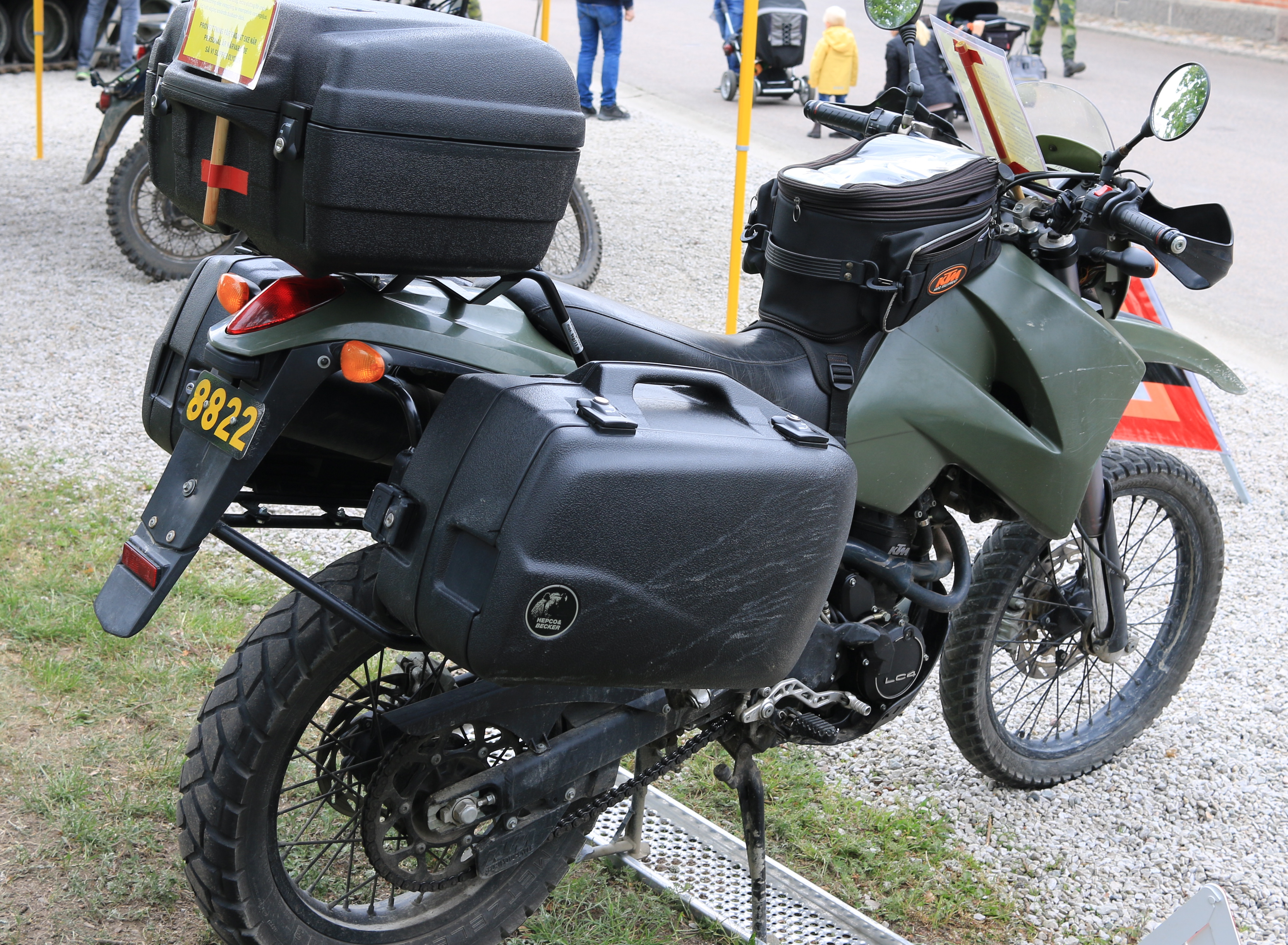
Motorcykel 409.

Motorcykel 409 (MC 409) är civilt av märket KTM 400 LS-E/mil och är en motorcykel som har använts i bland annat den tyska försvarsmakten Bundeswehr sedan år 2003 och produceras i fabriken KTM AG i Österrike.
MC 409 köptes in för att ersätta MC 258 i svenska försvarsmakten. Denna mer moderna motorcykel har bättre vägegenskaper än den äldre MC 258 och drivs av en 25 kW (34 hk) en-cylindrig fyrtakts bensinmotor med 398 cc (400 cc), därav den civila beteckningen KTM 400 eller den militära benämningen MC 409.
- Vikt: 148 kg
- Tank: 19 liter (varav 2,5 liter i reserv)
- Max hastighet ~130km/h